# La Quotidienne (émission de télévision)
Pour le journal royaliste, voir La Quotidienne.
La Quotidienne est un magazine télévisé quotidien français consacré à la consommation et aux nouvelles solidarités, diffusé en direct le midi, du lundi au vendredi, sur France 5. Présenté par Maya Lauqué et Thomas Isle, sa diffusion a eu lieu en direct du 30 septembre 2013 au 2 juillet 2021. 
À partir du 4 janvier 2016, l'émission était suivie par La Quotidienne, la suite, axée sur la cuisine et l'alimentation. Cette déclinaison de La Quotidienne diffusée de 13h à 13h25 s'arrête en juin 2017.
La Quotidienne s'arrête à l'été 2021. L'émission est remplacée par une hebdomadaire nommée Samedi à tout prix et présentée par Thomas Isle, Maya Lauqué ayant rejoint l'animation de Télématin sur France 2. 

## Concept
Ce magazine est consacré aux nouvelles formes de consommation : collaboratives, solidaires ou économiques grâce à différents chroniqueurs.
Le magazine est découpé en trois parties : une première dédiée à l’actualité de la consommation, une deuxième consacrée à un grand dossier, avec reportages, témoignages et conseils d'experts, et une troisième nommée "Les cas pratiques" où les chroniqueurs répondent aux questions des téléspectateurs sur le droit, la vie pratique, la finance, les animaux, les voyages, la beauté et l'art. Une rubrique fil rouge Soyons solidaires fait appel aux dons des téléspectateurs pour différentes associations. 
L'émission était tournée au Studio 49 de Vanves, dans les Hauts-de-Seine, transformé en un loft de 170 m2,. Depuis 2018, La Quotidienne est tournée dans les studios de France Télévisions. Le local de l'émission est facilement reconnaissable, puisqu'il s'agit également du loft utilisé pour l'émission C à vous (en semaine), ainsi que C l'hebdo (le samedi). 

## Historique
En février 2013, France 5 fait un appel d'offres pour une nouvelle émission de consommation dans la case de midi. Cinquante-sept producteurs répondent à l'appel et, en juin, c'est finalement la société de production Jara & Co qui est choisie. Le producteur Christophe Koszarek choisit  Maya Lauqué et Thomas Isle pour animer en duo l'émission.
À son lancement, le 30 septembre 2013, l'émission est diffusée en direct du lundi au vendredi de 12 à 13h, prenant le créneau de la case jeunesse Zouzous. À partir du 10 février 2014, l'émission est rallongée d'un quart d'heure et débute à 11h45.
En mai 2014, des best-of sont diffusés pendant l'été.
À la rentrée 2014, deux nouveaux chroniqueurs intègrent l'émission : Alain Baraton pour le jardinage et Julien Kaibeck pour le bien-être.
Le 2 mars 2015, Maya Lauqué quitte la présentation du programme pour prendre son congé de maternité, elle est remplacée par la chroniqueuse Valérie Durier. Sophie Brafman devient la nouvelle chroniqueuse conso.
À la rentrée 2015, Maya Lauqué revient à la présentation et Valérie Durier quitte l'émission. Mélanie Taravant reprend la rubrique conso, Anne-Marie Gabelica celle de la beauté et du bien-être. Les animateurs Sophie Jovillard, Jérôme Pitorin et Raphaël de Casabianca, de l'émission Échappées belles, animent à tour de rôles une chronique sur les voyages.
À partir du 4 janvier 2016, l'émission est suivie par La Quotidienne, la suite, un magazine culinaire animé par Farida Kramdi axé sur le développement durable dans le domaine de l'alimentation et la lutte contre le gaspillage. Chaque jour, l'émission s'intéresse à un produit et reçoit des invités,.
À la rentrée 2016, l'équipe de chroniqueurs accueille Aymeric Rouillac, commissaire-priseur (chronique « Adjugé ! »), et Ngiraan Fall, journaliste spécialisé dans les voyages (chronique « Idées week-end », en alternance avec Sophie Jovillard et Raphaël de Casabianca)[réf. souhaitée]. Farida Kramdi n'a plus de chronique hebdomadaire puisqu'elle est présente quotidiennement avec l'émission La Quotidienne, la suite depuis le 4 janvier 2016.
Le 4 septembre 2017, La Quotidienne inaugure sa cinquième saison, en direct sur France 5, marquée par l'arrêt de la déclinaison La Quotidienne, la suite à 13h. Désormais, la chroniqueuse cuisine, Farida Kramdi, propose tous les jours une recette différente au sein-même de La Quotidienne, entre 11h45 et 13h[pertinence contestée]. Parmi les autres nouveautés, on[Qui ?] note le départ du chroniqueur "objets", Aymeric Rouillac, remplacé tous les mardis par le commissaire-priseur Emmanuel Layan[pertinence contestée] bien connu des téléspectateurs de M6 pour avoir participé pendant plusieurs années à l'émission Un trésor dans votre maison. Autre nouveauté, la chronique "idées week-end" du jeudi est désormais incarnée par un seul chroniqueur, Ismaël Khelifa.
D'après les informations de Sud Radio, l'émission sera  présentée uniquement par Thomas Isle de septembre à décembre 2021[réf. souhaitée], à la suite du départ de Maya Lauqué pour présenter Télématin. Maya Lauqué présentant Télématin Weekend dès le 27 août 2021, sa dernière émission en rediffusion sera également celle du vendredi 27 août 2021 avant la reprise des émissions en direct. À partir de janvier 2022, l'émission sera diffusée en hebdomadaire et changera de nom. De plus, elle sera davantage orientée talk-show. L'émission hebdomadaire sera lancée dans le courant de saison, entre septembre et décembre, la diffusion de semaine n'étant ainsi que transitoire afin d'habituer en douceur les téléspectateurs à la nouvelle émission[réf. nécessaire].
Finalement, France 5 poursuivra les rediffusions jusqu'en décembre 2021, Samedi à tout prix faisant suite à La Quotidienne.
En septembre 2021, Thomas Isle indique que la fin de l'émission est en partie due à des restrictions budgétaires de la part de la chaîne, et regrette n'avoir pas pu faire d'adieu aux téléspectateurs.

## Chroniqueurs

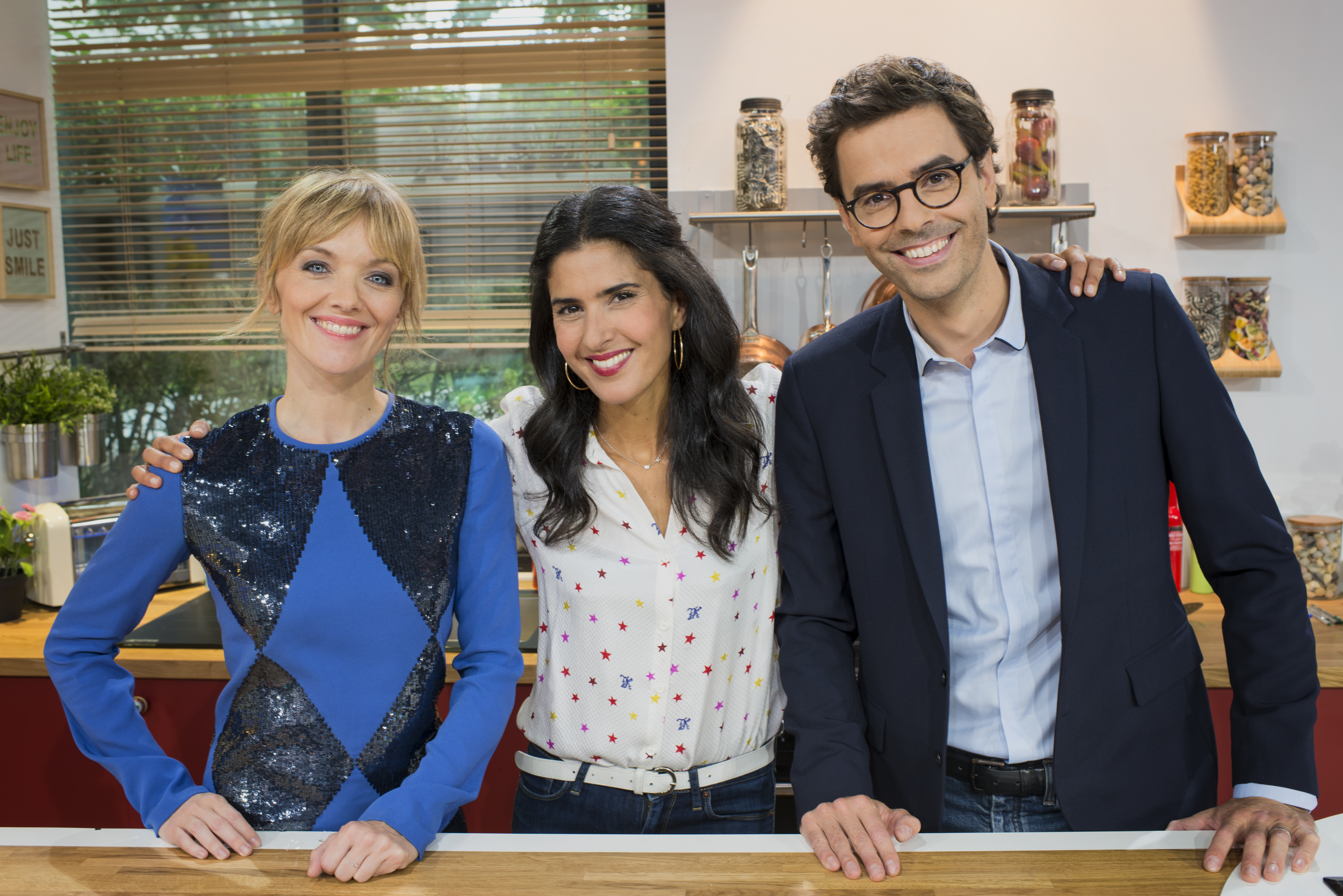
Trois membres de l'équipe de La Quotidienne, Maya Lauqué, Thomas Isle et Farida Kramdi.

### Actuels
- Les chroniqueurs quotidiens[13] :
  - Fabien Bordu, pour les questions d'argent et de patrimoine (depuis septembre 2013)
  - Victoire N'Sondé, pour les questions de consommation
  - Nathalie Fellonneau, pour les questions de droit

- Les chroniques et chroniqueurs hebdomadaires[19] :
  - Laetitia Barlerin : « Miss Véto », animaux (le mercredi, depuis janvier 2014)
  - Jean-Sébastien Petitdemange : "Made in France" (le jeudi)
  - Alain Baraton : « La Main Verte », jardinage (le vendredi, depuis septembre 2014)
  - Farida Kramdi : « Le coup d'food »
  - Nathalie Schraen-Guirma : "Trésors de France" (le mardi)
  - Jimmy Mohamed : "En pleine forme" (le lundi)[20]
  - Fabrice Mignot : "Le coup d'food" (mardi et jeudi)

### Anciens
- Philippe Gaudin, pour l'info conso (septembre 2013)[21]
- Charlotte Savreux, pour le test des produits (septembre 2013 - juin 2014)[22]
- Madeleine Ably, pour la consommation[2]
- Valérie Durier, pour la consommation (septembre 2013 - mars 2015), présentation en remplacement de Maya Lauqué (mars - juin 2015)
- Sophie Brafman, pour la consommation, en remplacement de Valérie Durier (mars - juin 2015)
- Julien Kaibeck, pour le bien-être au naturel (septembre 2014 - juin 2015)
- Aymeric Rouillac : expertise d'objets (septembre 2016 - juin 2017)
- Gérard Michel, avocat, pour les questions juridiques (septembre 2013 - décembre 2020)
- Sophie Jovillard, Jérôme Pitorin, Raphaël de Casabianca, Ngiiran Fall : idées week-end (septembre 2015 - juin 2017)
- Mélanie Taravant pour la consommation (septembre 2015 - 22 juin  2018)
- Anne-Marie Gabelica : « Bien dans sa peau », bien-être et beauté (le lundi, depuis septembre 2015)
- Ismaël Khelifa : idées week-end (septembre 2017 - juin 2018)[23]
- Caroline Gayet : Bien dans ma peau" (septembre 2019 - juin 2020)
- Heberson Oliveira : "Bien dans ma peau" (septembre 2019 - juin 2020)
- Julien Vidal : "Ça commence par nous !" (septembre 2019 - juin 2020)[24]

## Identité visuelle
D'octobre 2013 à juin 2016, l'habillage est créé par l'agence Zo Design, et mise à l'antenne le mardi 1er octobre 2013, jusqu'au jeudi 23 juin 2016.
De septembre 2016 à juin 2018, l'habillage est créé par l'agence SlooDesign, et mise à l'antenne le lundi 12 septembre 2016, jusqu'au vendredi 22 juin 2018.

Depuis le 3 septembre 2018, l'habillage est créé par les agences Cutback et Rudd Studio, et mise à l'antenne depuis le lundi 3 septembre 2018.

Logo de La Quotidienne de la saison 1 à la saison 3 (de septembre 2013 à juin 2016)
Logo de La Quotidienne depuis la saison 4 (depuis le 5 septembre 2016)

## Audiences
À partir de la rentrée 2014, l'audience de l'émission est en constant progrès, enchainant des records d'audiences. Le magazine atteint un record d'audience le mercredi 24 décembre 2014 avec 312 000 téléspectateurs, soit 3,8 % du public. Le jeudi 5 février 2015, l'émission atteint un nouveau record en étant suivie par 322 000 téléspectateurs, soit 3,2 % du public.
À la rentrée 2015, La Quotidienne établit un nouveau record en enregistrant une part d'audience moyenne de 3,1 % sur la semaine du 7 au 11 septembre. Il s'agit alors de la meilleure audience hebdomadaire depuis le lancement de l'émission. Ce record est égalé durant la semaine du 25 au 29 janvier 2016, l'émission ayant rassemblé 305 000 téléspectateurs en moyenne sur la période pour une part d'audience hebdomadaire moyenne de 3,1%.
L'émission inaugurale de la saison 5 diffusée le lundi 4 septembre 2017 a réalisé un score de 3 % de parts de marché, signant ainsi le meilleur démarrage historique de l'émission.
Le 9 novembre 2017, l'émission a réalisé son record d'audience historique avec 347 000 téléspectateurs et 4 % de parts de marché
Le 5 février 2019, l'émission réalise son nouveau record d'audience historique avec 422 000 téléspectateurs et 4,6 % de parts de marché.
La Quotidienne rassemble en moyenne plus de 400.000 téléspectateurs chaque jour, avec des pics jusqu'à 820.000 téléspectateurs